# Eerste divisie 2002/03 (nacompetitie)/Wedstrijden
Het Nederlandse Eerste divisie voetbal uit het seizoen 2002/03 kende aan het einde van de reguliere competitie een nacompetitie. Alleen de kampioen van de Eerste divisie promoveerde rechtstreeks naar de Eredivisie. Behalve de vier periodekampioenen en de twee hoogst geklasseerde clubs zonder periodetitel namen ook de nummers 16 en 17 van de eredivisie hieraan deel. De acht clubs werden verdeeld over twee poules, beide poulewinnaars veroverden een plaats in de Eredivisie.
Winnaars van deze eenendertigste editie werden FC Zwolle en FC Volendam.

## Speelronde 1

### Groep A
|                   |                                                                                |       |                 |                                                                                        |
| 3 juni 2003 20:00 | FC Den Bosch                                                                   | 4 – 1 | Go Ahead Eagles | Stadion: De Vliert, 's-Hertogenbosch Toeschouwers: 2.759 Scheidsrechter: Roelof Luinge |
| 3 juni 2003 20:00 | Koen van de Laak 9' Stefan Jansen 37', 65' (pen.) Charlie van den Ouweland 73' |       | 12' Hubert Dijk | Stadion: De Vliert, 's-Hertogenbosch Toeschouwers: 2.759 Scheidsrechter: Roelof Luinge |
| 3 juni 2003 20:00 |                                                                                |       |                 | Stadion: De Vliert, 's-Hertogenbosch Toeschouwers: 2.759 Scheidsrechter: Roelof Luinge |
| 3 juni 2003 20:00 |                                                                                |       |                 | Stadion: De Vliert, 's-Hertogenbosch Toeschouwers: 2.759 Scheidsrechter: Roelof Luinge |
|                   |                                                                                |       |                 |                                                                                        |

|                   |               |       |           |                                                                                        |
| 3 juni 2003 20:00 | Helmond Sport | 0 – 0 | FC Zwolle | Stadion: Stadion De Braak, Helmond Toeschouwers: 3.642 Scheidsrechter: Jack van Hulten |
| 3 juni 2003 20:00 |               |       |           | Stadion: Stadion De Braak, Helmond Toeschouwers: 3.642 Scheidsrechter: Jack van Hulten |
| 3 juni 2003 20:00 |               |       |           | Stadion: Stadion De Braak, Helmond Toeschouwers: 3.642 Scheidsrechter: Jack van Hulten |
| 3 juni 2003 20:00 |               |       |           | Stadion: Stadion De Braak, Helmond Toeschouwers: 3.642 Scheidsrechter: Jack van Hulten |
|                   |               |       |           |                                                                                        |

### Groep B
|                   |                    |       |           |                                                                                  |
| 3 juni 2003 20:00 | Emmen              | 1 – 0 | Excelsior | Stadion: Univé Stadion, Emmen Toeschouwers: 4.869 Scheidsrechter: Eric Braamhaar |
| 3 juni 2003 20:00 | Donny de Groot 33' |       |           | Stadion: Univé Stadion, Emmen Toeschouwers: 4.869 Scheidsrechter: Eric Braamhaar |
| 3 juni 2003 20:00 |                    |       |           | Stadion: Univé Stadion, Emmen Toeschouwers: 4.869 Scheidsrechter: Eric Braamhaar |
| 3 juni 2003 20:00 |                    |       |           | Stadion: Univé Stadion, Emmen Toeschouwers: 4.869 Scheidsrechter: Eric Braamhaar |
|                   |                    |       |           |                                                                                  |

|                   |                 |       |                     |                                                                              |
| 3 juni 2003 20:00 | Heracles Almelo | 1 – 2 | FC Volendam         | Stadion: Polman Stadion, Almelo Toeschouwers: 3.910 Scheidsrechter: Dick Jol |
| 3 juni 2003 20:00 | Yuri Rose 84'   |       | 34', 68' Jack Tuijp | Stadion: Polman Stadion, Almelo Toeschouwers: 3.910 Scheidsrechter: Dick Jol |
| 3 juni 2003 20:00 |                 |       |                     | Stadion: Polman Stadion, Almelo Toeschouwers: 3.910 Scheidsrechter: Dick Jol |
| 3 juni 2003 20:00 |                 |       |                     | Stadion: Polman Stadion, Almelo Toeschouwers: 3.910 Scheidsrechter: Dick Jol |
|                   |                 |       |                     |                                                                              |

## Speelronde 2

### Groep A
|                   |                                                                 |       |               |                                                                                       |
| 6 juni 2003 20:00 | Go Ahead Eagles                                                 | 5 – 0 | Helmond Sport | Stadion: De Adelaarshorst, Deventer Toeschouwers: 3.000 Scheidsrechter: Ben Haverkort |
| 6 juni 2003 20:00 | Hubert Dijk 7', 38', 67' Niels Wellenberg 73' Uğur Yıldırım 89' |       |               | Stadion: De Adelaarshorst, Deventer Toeschouwers: 3.000 Scheidsrechter: Ben Haverkort |
| 6 juni 2003 20:00 |                                                                 |       |               | Stadion: De Adelaarshorst, Deventer Toeschouwers: 3.000 Scheidsrechter: Ben Haverkort |
| 6 juni 2003 20:00 |                                                                 |       |               | Stadion: De Adelaarshorst, Deventer Toeschouwers: 3.000 Scheidsrechter: Ben Haverkort |
|                   |                                                                 |       |               |                                                                                       |

|                   |                            |       |              |                                                                              |
| 6 juni 2003 20:00 | FC Zwolle                  | 2 – 0 | FC Den Bosch | Stadion: Oosterenk, Zwolle Toeschouwers: 4.450 Scheidsrechter: Ben Haverkort |
| 6 juni 2003 20:00 | Richard Roelofsen 36', 53' |       |              | Stadion: Oosterenk, Zwolle Toeschouwers: 4.450 Scheidsrechter: Ben Haverkort |
| 6 juni 2003 20:00 |                            |       |              | Stadion: Oosterenk, Zwolle Toeschouwers: 4.450 Scheidsrechter: Ben Haverkort |
| 6 juni 2003 20:00 |                            |       |              | Stadion: Oosterenk, Zwolle Toeschouwers: 4.450 Scheidsrechter: Ben Haverkort |
|                   |                            |       |              |                                                                              |

### Groep B
|                   |                        |       |                                    |                                                                                 |
| 6 juni 2003 20:00 | Excelsior              | 1 – 2 | Heracles Almelo                    | Stadion: Woudestein, Rotterdam Toeschouwers: 2.153 Scheidsrechter: René Temmink |
| 6 juni 2003 20:00 | Mounir El Hamdaoui 77' |       | 27' Rik Platvoet 70' Rachid Tibari | Stadion: Woudestein, Rotterdam Toeschouwers: 2.153 Scheidsrechter: René Temmink |
| 6 juni 2003 20:00 |                        |       |                                    | Stadion: Woudestein, Rotterdam Toeschouwers: 2.153 Scheidsrechter: René Temmink |
| 6 juni 2003 20:00 |                        |       |                                    | Stadion: Woudestein, Rotterdam Toeschouwers: 2.153 Scheidsrechter: René Temmink |
|                   |                        |       |                                    |                                                                                 |

|                   |             |                                    |       |                                                                                  |
| 6 juni 2003 20:00 | FC Volendam | 2 – 0                              | Emmen | Stadion: Kras Stadion, Volendam Toeschouwers: 3.246 Scheidsrechter: Jan Wegereef |
| 6 juni 2003 20:00 |             | 7' Maurice Buys 78' Reginald Faria |       | Stadion: Kras Stadion, Volendam Toeschouwers: 3.246 Scheidsrechter: Jan Wegereef |
| 6 juni 2003 20:00 |             |                                    |       | Stadion: Kras Stadion, Volendam Toeschouwers: 3.246 Scheidsrechter: Jan Wegereef |
| 6 juni 2003 20:00 |             |                                    |       | Stadion: Kras Stadion, Volendam Toeschouwers: 3.246 Scheidsrechter: Jan Wegereef |
|                   |             |                                    |       |                                                                                  |

## Speelronde 3

### Groep A
|                   |                                                                     |       |              |                                                                                     |
| 9 juni 2003 14:30 | Helmond Sport                                                       | 3 – 0 | FC Den Bosch | Stadion: Stadion De Braak, Helmond Toeschouwers: 2.973 Scheidsrechter: René Temmink |
| 9 juni 2003 14:30 | Roy Hendriksen 54' (pen.) Leon Kantelberg 74' Ivar van Dinteren 81' |       |              | Stadion: Stadion De Braak, Helmond Toeschouwers: 2.973 Scheidsrechter: René Temmink |
| 9 juni 2003 14:30 |                                                                     |       |              | Stadion: Stadion De Braak, Helmond Toeschouwers: 2.973 Scheidsrechter: René Temmink |
| 9 juni 2003 14:30 |                                                                     |       |              | Stadion: Stadion De Braak, Helmond Toeschouwers: 2.973 Scheidsrechter: René Temmink |
|                   |                                                                     |       |              |                                                                                     |

|                   |                                                |       |                 |                                                                            |
| 9 juni 2003 14:30 | FC Zwolle                                      | 2 – 1 | Go Ahead Eagles | Stadion: Oosterenk, Zwolle Toeschouwers: 5.742 Scheidsrechter: Pieter Vink |
| 9 juni 2003 14:30 | Arjan Bosschaart 9' Marco Roelofsen 87' (pen.) |       | 17' Hubert Dijk | Stadion: Oosterenk, Zwolle Toeschouwers: 5.742 Scheidsrechter: Pieter Vink |
| 9 juni 2003 14:30 |                                                |       |                 | Stadion: Oosterenk, Zwolle Toeschouwers: 5.742 Scheidsrechter: Pieter Vink |
| 9 juni 2003 14:30 |                                                |       |                 | Stadion: Oosterenk, Zwolle Toeschouwers: 5.742 Scheidsrechter: Pieter Vink |
|                   |                                                |       |                 |                                                                            |

### Groep B
|                   |                 |       |                                   |                                                                                     |
| 9 juni 2003 14:30 | Heracles Almelo | 1 – 2 | Emmen                             | Stadion: Polman Stadion, Almelo Toeschouwers: 4.800 Scheidsrechter: Dick van Egmond |
| 9 juni 2003 14:30 | Yuri Rose 49'   |       | 3' Rodney Cairo 32' Rutger Feijer | Stadion: Polman Stadion, Almelo Toeschouwers: 4.800 Scheidsrechter: Dick van Egmond |
| 9 juni 2003 14:30 |                 |       |                                   | Stadion: Polman Stadion, Almelo Toeschouwers: 4.800 Scheidsrechter: Dick van Egmond |
| 9 juni 2003 14:30 |                 |       |                                   | Stadion: Polman Stadion, Almelo Toeschouwers: 4.800 Scheidsrechter: Dick van Egmond |
|                   |                 |       |                                   |                                                                                     |

|                   |                                                      |       |           |                                                                                  |
| 9 juni 2003 14:30 | FC Volendam                                          | 3 – 0 | Excelsior | Stadion: Kras Stadion, Volendam Toeschouwers: 4.000 Scheidsrechter: Hugo Luijten |
| 9 juni 2003 14:30 | Gijs Luirink 12' Maurice Buys 41' Reginald Faria 86' |       |           | Stadion: Kras Stadion, Volendam Toeschouwers: 4.000 Scheidsrechter: Hugo Luijten |
| 9 juni 2003 14:30 |                                                      |       |           | Stadion: Kras Stadion, Volendam Toeschouwers: 4.000 Scheidsrechter: Hugo Luijten |
| 9 juni 2003 14:30 |                                                      |       |           | Stadion: Kras Stadion, Volendam Toeschouwers: 4.000 Scheidsrechter: Hugo Luijten |
|                   |                                                      |       |           |                                                                                  |

## Speelronde 4

### Groep A
|                    |                          |       |                                                           |                                                                                       |
| 13 juni 2003 20:00 | FC Den Bosch             | 1 – 3 | Helmond Sport                                             | Stadion: De Vliert, 's-Hertogenbosch Toeschouwers: 3.316 Scheidsrechter: Hugo Luijten |
| 13 juni 2003 20:00 | Stefan Jansen 44' (pen.) |       | 2' Roy Hendriksen 84' Dennis van Es 90' Kristof Aelbrecht | Stadion: De Vliert, 's-Hertogenbosch Toeschouwers: 3.316 Scheidsrechter: Hugo Luijten |
| 13 juni 2003 20:00 |                          |       |                                                           | Stadion: De Vliert, 's-Hertogenbosch Toeschouwers: 3.316 Scheidsrechter: Hugo Luijten |
| 13 juni 2003 20:00 |                          |       |                                                           | Stadion: De Vliert, 's-Hertogenbosch Toeschouwers: 3.316 Scheidsrechter: Hugo Luijten |
|                    |                          |       |                                                           |                                                                                       |

|                    |                                   |       |                                                                 |                                                                                  |
| 13 juni 2003 20:00 | Go Ahead Eagles                   | 2 – 3 | FC Zwolle                                                       | Stadion: De Adelaarshorst, Deventer Toeschouwers: 3.800 Scheidsrechter: Dick Jol |
| 13 juni 2003 20:00 | Dick Kooijman 44' Bram Marbus 55' |       | 8' Dominggus Lim-Duan 16' Albert van der Haar 77' Ivan Tsvetkov | Stadion: De Adelaarshorst, Deventer Toeschouwers: 3.800 Scheidsrechter: Dick Jol |
| 13 juni 2003 20:00 |                                   |       |                                                                 | Stadion: De Adelaarshorst, Deventer Toeschouwers: 3.800 Scheidsrechter: Dick Jol |
| 13 juni 2003 20:00 |                                   |       |                                                                 | Stadion: De Adelaarshorst, Deventer Toeschouwers: 3.800 Scheidsrechter: Dick Jol |
|                    |                                   |       |                                                                 |                                                                                  |

### Groep B
|                    |       |                 |                 |                                                                                 |
| 13 juni 2003 20:00 | Emmen | 0 – 1           | Heracles Almelo | Stadion: Univé Stadion, Emmen Toeschouwers: 4.623 Scheidsrechter: Roelof Luinge |
| 13 juni 2003 20:00 |       | 7' Rik Platvoet |                 | Stadion: Univé Stadion, Emmen Toeschouwers: 4.623 Scheidsrechter: Roelof Luinge |
| 13 juni 2003 20:00 |       |                 |                 | Stadion: Univé Stadion, Emmen Toeschouwers: 4.623 Scheidsrechter: Roelof Luinge |
| 13 juni 2003 20:00 |       |                 |                 | Stadion: Univé Stadion, Emmen Toeschouwers: 4.623 Scheidsrechter: Roelof Luinge |
|                    |       |                 |                 |                                                                                 |

|                    |                                                              |       |                                         |                                                                                 |
| 13 juni 2003 20:00 | Excelsior                                                    | 3 – 2 | FC Volendam                             | Stadion: Woudestein, Rotterdam Toeschouwers: 1.534 Scheidsrechter: Rien Koopman |
| 13 juni 2003 20:00 | Cecilio Lopes 13' Mounir El Hamdaoui 16' René van Dieren 61' |       | 64' Maurice Buys 75' Cerezo Fung a Wing | Stadion: Woudestein, Rotterdam Toeschouwers: 1.534 Scheidsrechter: Rien Koopman |
| 13 juni 2003 20:00 |                                                              |       |                                         | Stadion: Woudestein, Rotterdam Toeschouwers: 1.534 Scheidsrechter: Rien Koopman |
| 13 juni 2003 20:00 |                                                              |       |                                         | Stadion: Woudestein, Rotterdam Toeschouwers: 1.534 Scheidsrechter: Rien Koopman |
|                    |                                                              |       |                                         |                                                                                 |

## Speelronde 5

### Groep A
|                    |                |       |                        |                                                                                        |
| 16 juni 2003 20:00 | FC Den Bosch   | 1 – 1 | FC Zwolle              | Stadion: De Vliert, 's-Hertogenbosch Toeschouwers: 1.893 Scheidsrechter: Ben Haverkort |
| 16 juni 2003 20:00 | Derk Schut 85' |       | 57' Dominggus Lim-Duan | Stadion: De Vliert, 's-Hertogenbosch Toeschouwers: 1.893 Scheidsrechter: Ben Haverkort |
| 16 juni 2003 20:00 |                |       |                        | Stadion: De Vliert, 's-Hertogenbosch Toeschouwers: 1.893 Scheidsrechter: Ben Haverkort |
| 16 juni 2003 20:00 |                |       |                        | Stadion: De Vliert, 's-Hertogenbosch Toeschouwers: 1.893 Scheidsrechter: Ben Haverkort |
|                    |                |       |                        |                                                                                        |

|                    |                                           |       |                 |                                                                                     |
| 16 juni 2003 20:00 | Helmond Sport                             | 2 – 0 | Go Ahead Eagles | Stadion: Stadion De Braak, Helmond Toeschouwers: 3.990 Scheidsrechter: Jan Wegereef |
| 16 juni 2003 20:00 | Leon Kantelberg 20' Ivar van Dinteren 34' |       |                 | Stadion: Stadion De Braak, Helmond Toeschouwers: 3.990 Scheidsrechter: Jan Wegereef |
| 16 juni 2003 20:00 |                                           |       |                 | Stadion: Stadion De Braak, Helmond Toeschouwers: 3.990 Scheidsrechter: Jan Wegereef |
| 16 juni 2003 20:00 |                                           |       |                 | Stadion: Stadion De Braak, Helmond Toeschouwers: 3.990 Scheidsrechter: Jan Wegereef |
|                    |                                           |       |                 |                                                                                     |

### Groep B
|                    |                                           |       |             |                                                                               |
| 16 juni 2003 20:00 | Emmen                                     | 2 – 0 | FC Volendam | Stadion: Univé Stadion, Emmen Toeschouwers: 5.727 Scheidsrechter: Ruud Bossen |
| 16 juni 2003 20:00 | Yurtcan Kayış 32' Frank Broers 67' (pen.) |       |             | Stadion: Univé Stadion, Emmen Toeschouwers: 5.727 Scheidsrechter: Ruud Bossen |
| 16 juni 2003 20:00 |                                           |       |             | Stadion: Univé Stadion, Emmen Toeschouwers: 5.727 Scheidsrechter: Ruud Bossen |
| 16 juni 2003 20:00 |                                           |       |             | Stadion: Univé Stadion, Emmen Toeschouwers: 5.727 Scheidsrechter: Ruud Bossen |
|                    |                                           |       |             |                                                                               |

|                    |                 |                        |           |                                                                                     |
| 16 juni 2003 20:00 | Heracles Almelo | 0 – 2                  | Excelsior | Stadion: Polman Stadion, Almelo Toeschouwers: 5.300 Scheidsrechter: Jack van Hulten |
| 16 juni 2003 20:00 |                 | 77', 88' Cecilio Lopes |           | Stadion: Polman Stadion, Almelo Toeschouwers: 5.300 Scheidsrechter: Jack van Hulten |
| 16 juni 2003 20:00 |                 |                        |           | Stadion: Polman Stadion, Almelo Toeschouwers: 5.300 Scheidsrechter: Jack van Hulten |
| 16 juni 2003 20:00 |                 |                        |           | Stadion: Polman Stadion, Almelo Toeschouwers: 5.300 Scheidsrechter: Jack van Hulten |
|                    |                 |                        |           |                                                                                     |

## Speelronde 6

### Groep A
|                    |                 |                              |              |                                                                                       |
| 19 juni 2003 20:00 | Go Ahead Eagles | 0 – 1                        | FC Den Bosch | Stadion: De Adelaarshorst, Deventer Toeschouwers: 1.800 Scheidsrechter: Jac Schenkels |
| 19 juni 2003 20:00 |                 | 31' Charlie van den Ouweland |              | Stadion: De Adelaarshorst, Deventer Toeschouwers: 1.800 Scheidsrechter: Jac Schenkels |
| 19 juni 2003 20:00 |                 |                              |              | Stadion: De Adelaarshorst, Deventer Toeschouwers: 1.800 Scheidsrechter: Jac Schenkels |
| 19 juni 2003 20:00 |                 |                              |              | Stadion: De Adelaarshorst, Deventer Toeschouwers: 1.800 Scheidsrechter: Jac Schenkels |
|                    |                 |                              |              |                                                                                       |

|                    |                                                                             |       |                       |                                                                              |
| 19 juni 2003 20:00 | FC Zwolle                                                                   | 4 – 1 | Helmond Sport         | Stadion: Oosterenk, Zwolle Toeschouwers: 6.000 Scheidsrechter: Roelof Luinge |
| 19 juni 2003 20:00 | Albert van der Haar 74' Marino Promes 84' Richard Roelofsen 88' (pen.), 90' |       | 51' Kristof Aelbrecht | Stadion: Oosterenk, Zwolle Toeschouwers: 6.000 Scheidsrechter: Roelof Luinge |
| 19 juni 2003 20:00 |                                                                             |       |                       | Stadion: Oosterenk, Zwolle Toeschouwers: 6.000 Scheidsrechter: Roelof Luinge |
| 19 juni 2003 20:00 |                                                                             |       |                       | Stadion: Oosterenk, Zwolle Toeschouwers: 6.000 Scheidsrechter: Roelof Luinge |
|                    |                                                                             |       |                       |                                                                              |

### Groep B
|                    |                                  |       |                  |                                                                             |
| 19 juni 2003 20:00 | Excelsior                        | 2 – 1 | Emmen            | Stadion: Woudestein, Rotterdam Toeschouwers: 3.124 Scheidsrechter: Dick Jol |
| 19 juni 2003 20:00 | Steve Olfers 74' Gill Swerts 81' |       | 66' Arjan Blaauw | Stadion: Woudestein, Rotterdam Toeschouwers: 3.124 Scheidsrechter: Dick Jol |
| 19 juni 2003 20:00 |                                  |       |                  | Stadion: Woudestein, Rotterdam Toeschouwers: 3.124 Scheidsrechter: Dick Jol |
| 19 juni 2003 20:00 |                                  |       |                  | Stadion: Woudestein, Rotterdam Toeschouwers: 3.124 Scheidsrechter: Dick Jol |
|                    |                                  |       |                  |                                                                             |

|                    |                                                               |       |                  |                                                                                     |
| 19 juni 2003 20:00 | FC Volendam                                                   | 3 – 1 | Heracles Almelo  | Stadion: Kras Stadion, Volendam Toeschouwers: 6.025 Scheidsrechter: Dick van Egmond |
| 19 juni 2003 20:00 | Jack Tuijp 10' Maurice Buys 38' Houssain Ouhsaine Ouichou 66' |       | 13' Roel Buikema | Stadion: Kras Stadion, Volendam Toeschouwers: 6.025 Scheidsrechter: Dick van Egmond |
| 19 juni 2003 20:00 |                                                               |       |                  | Stadion: Kras Stadion, Volendam Toeschouwers: 6.025 Scheidsrechter: Dick van Egmond |
| 19 juni 2003 20:00 |                                                               |       |                  | Stadion: Kras Stadion, Volendam Toeschouwers: 6.025 Scheidsrechter: Dick van Egmond |
|                    |                                                               |       |                  |                                                                                     |

## Voetnoten
ADO Den Haag · 
Cambuur Leeuwarden · 
FC Den Bosch · 
FC Dordrecht · 
FC Eindhoven · 
Emmen · 
Fortuna Sittard · 
Go Ahead Eagles · 
Haarlem ·
Helmond Sport · 
Heracles Almelo · 
MVV · 
Sparta Rotterdam · 
Stormvogels Telstar · 
TOP Oss · 
BV Veendam · 
FC Volendam · 
VVV
Eredivisie

1960 · 1975 · 1987 · 1988
Eerste divisie

1973 · 1974 · 1975 · 1976 · 1977 · 1978 · 1979 · 1980 · 1981 · 1982 · 1983 · 1984 · 1985 · 1986 · 1987 · 1988 · 1989 · 1990 · 1991 · 1992 · 1993 · 1994 · 1995 · 1996 · 1997 · 1998 · 1999 · 2000 · 2001 · 2002 · 2003 · 2004 · 2005

Vanaf 2006 staan alle competities op 1 pagina.

2006 · 2007 · 2008 · 2009 · 2010 · 2011 · 2012 · 2013 · 2014 · 2015 · 2016 · 2017 · 2018 · 2019 · 2020 · 2021 · 2022 · 2023 · 2024